# L'union fait la force (album)
Pour les articles homonymes, voir L'union fait la force (homonymie).
Albums de Hors Contrôle
Jeunes Années
(2010)
L'union fait la force est un album du groupe de Oi! français Hors Contrôle.

## Liste des chansons
1. Souvenirs
2. Les Bons Les Pires
3. La Vie Était Moins Moche
4. Sur Les Routes
5. Camarades
6. L'union Fait La Force
7. Dis Moi
8. Ne Plus Etre Guidé
9. Ma Liberté
10. Chroniqueurs
11. Skinhead Crew
12. Je Lève Mon Verre